# Espectroscopia de fluorescência
A espectroscopia de fluorescência, também chamada espectrofluorometria ou simplesmente fluorometria é um tipo de espectroscopia eletromagnética a qual analisa a fluorescência de uma amostra. Isto envolve o resultado da absorção de energia  radiante e emissão de parte desta energia na forma de luz de baixa energia, normalmente, mas não necessariamente luz visível. a emissão de luz se dá pela excitação de elétrons nas moléculas de certos compostos, normalmente usando luz ultravioleta. 
Seu princípio teórico é que luz emitida ou fluorescência é proporcional à concentração do composto analisado. A forma de luz emitida tem, quase sempre, comprimento de onda maior de que a luz absorvida (lei de Stokes).
É relativamente caro e difícil de manter, muito sensível, permitindo a análise de certos metais por poderem ser transformados em complexos orgânicos associados com íons ou quelatos fluorescentes. Exemplos de compostos que são usados em espectroscopia de fluorescência para a formação de quelatos são os corantes fluoresceína e rodamina, assim como seus derivados.
Equipamentos que medem a fluorescência são chamados fluorômetros ou fluorímetros.
É utilizado frequentemente em análises de amostras de alimentos e biológicas na determinação de elementos traço que sejam mais difíceis de analisar por outras técnicas. Um exemplo de um mineral analisado é o selênio.
Uma técnica complementar é a espectroscopia de absorção.